# Passanant i Belltall
Passanant i Belltall (spanisch Pasanant) ist eine Gemeinde (Municipio) mit 162 Einwohnern (Stand: 2024) im Südosten Kataloniens in Spanien. Die Gemeinde gehört zur Comarca Conca de Barberà. Passanant i Belltall besteht aus den Ortschaften Passanant, Belltall, La Pobla de Ferran und El Fonoll. Der Verwaltungssitz befindet sich in Passanant.

## Lage
Passanant i Belltall liegt 35 Kilometer nördlich von Tarragona in einer durchschnittlichen Höhe von ca. 715 m. Im Gemeindegebiet liegt der Pass Alto de Belltall (798 m).

## Bevölkerungsentwicklung
| Jahr      | 1970 | 1981 | 1991 | 2001 | 2011 | 2021 |
| Einwohner | 387  | 232  | 194  | 189  | 168  | 167  |

## Sehenswürdigkeiten
- Burg von La Pobla de Ferran

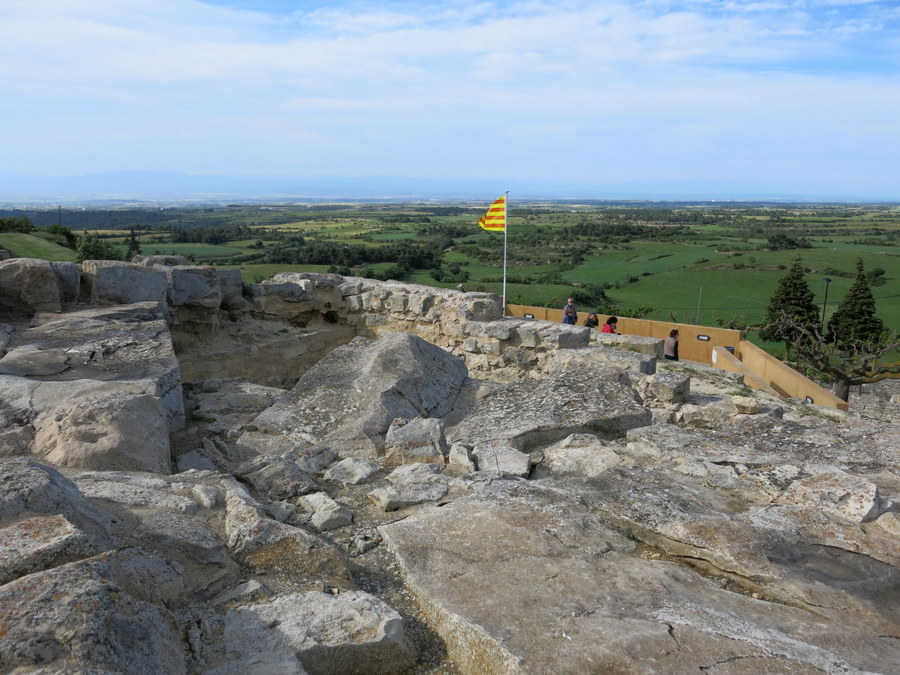
Burgruine von Passanant
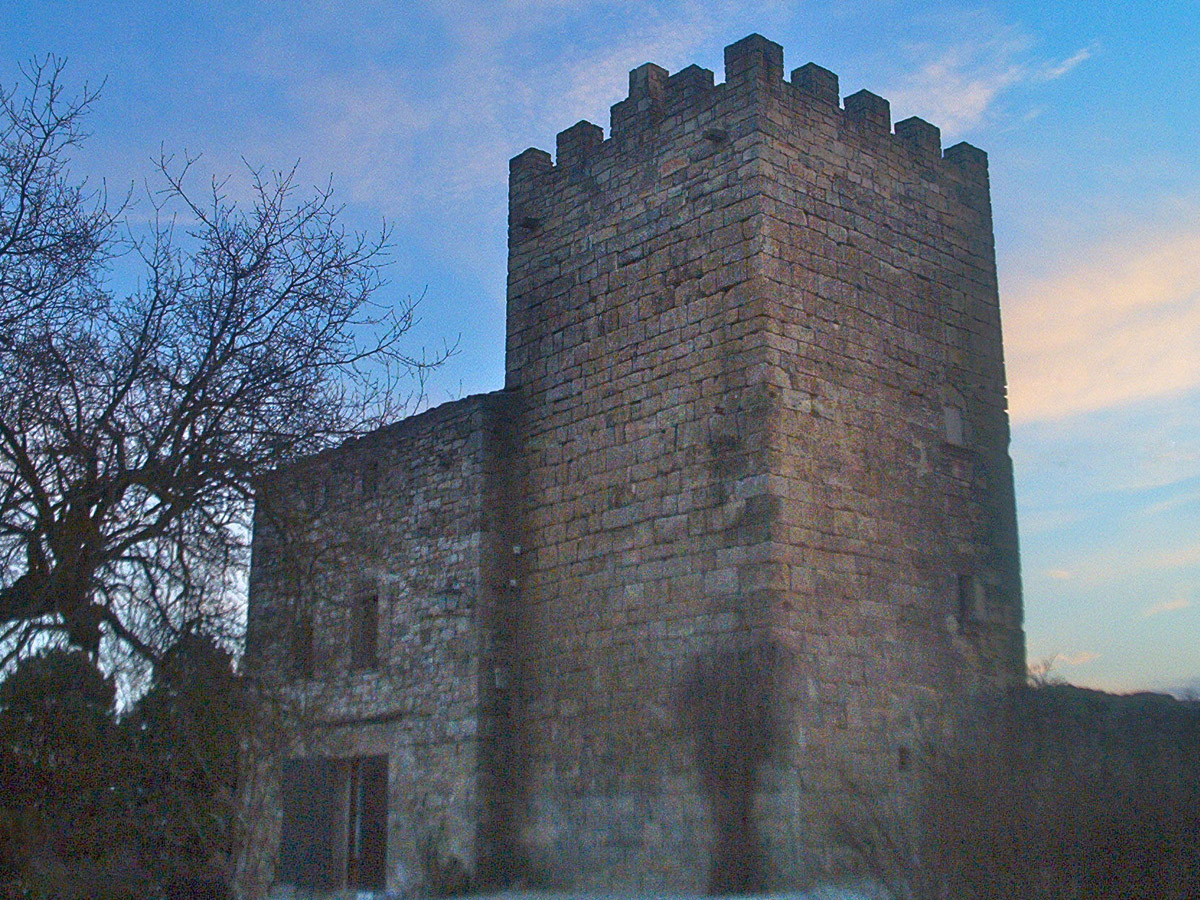
Burg von La Pobla de Ferran
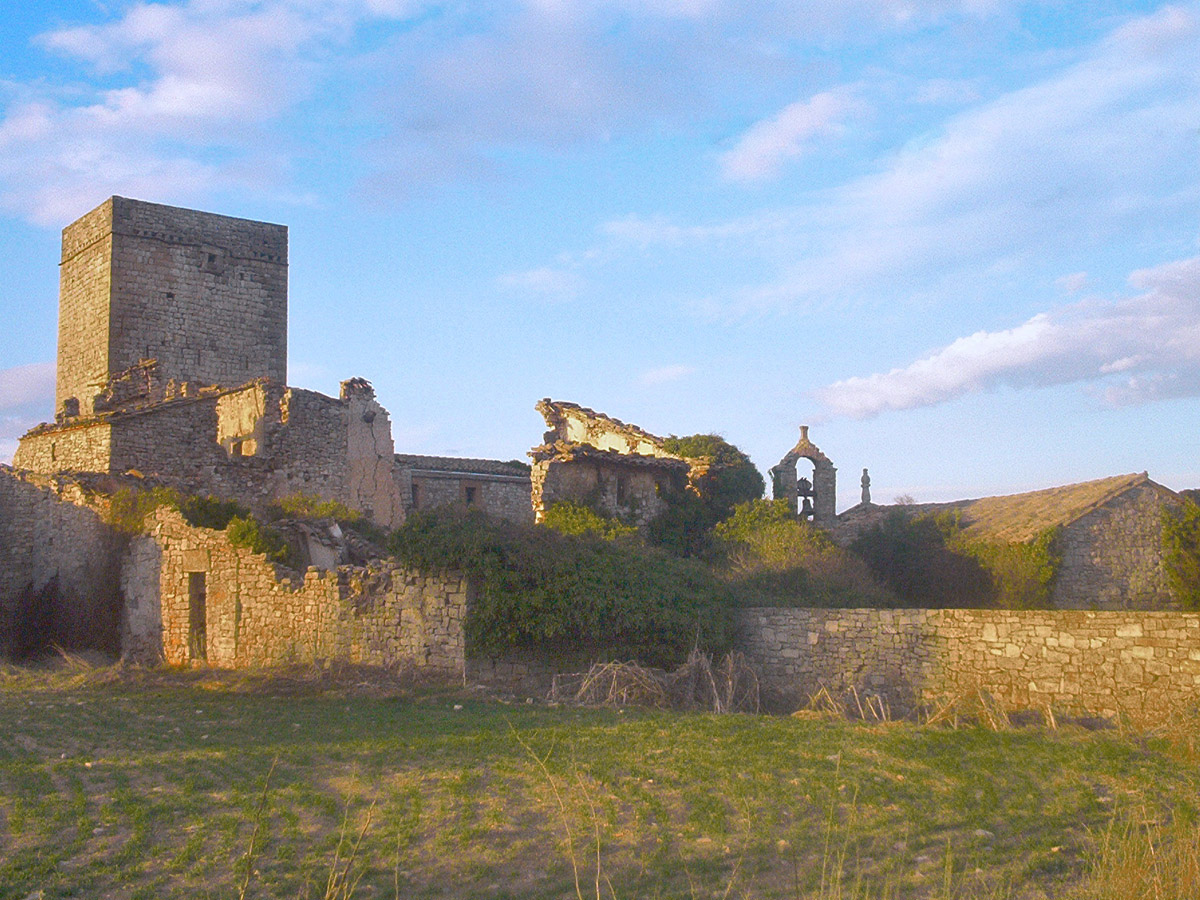
Burgruine von La Sala
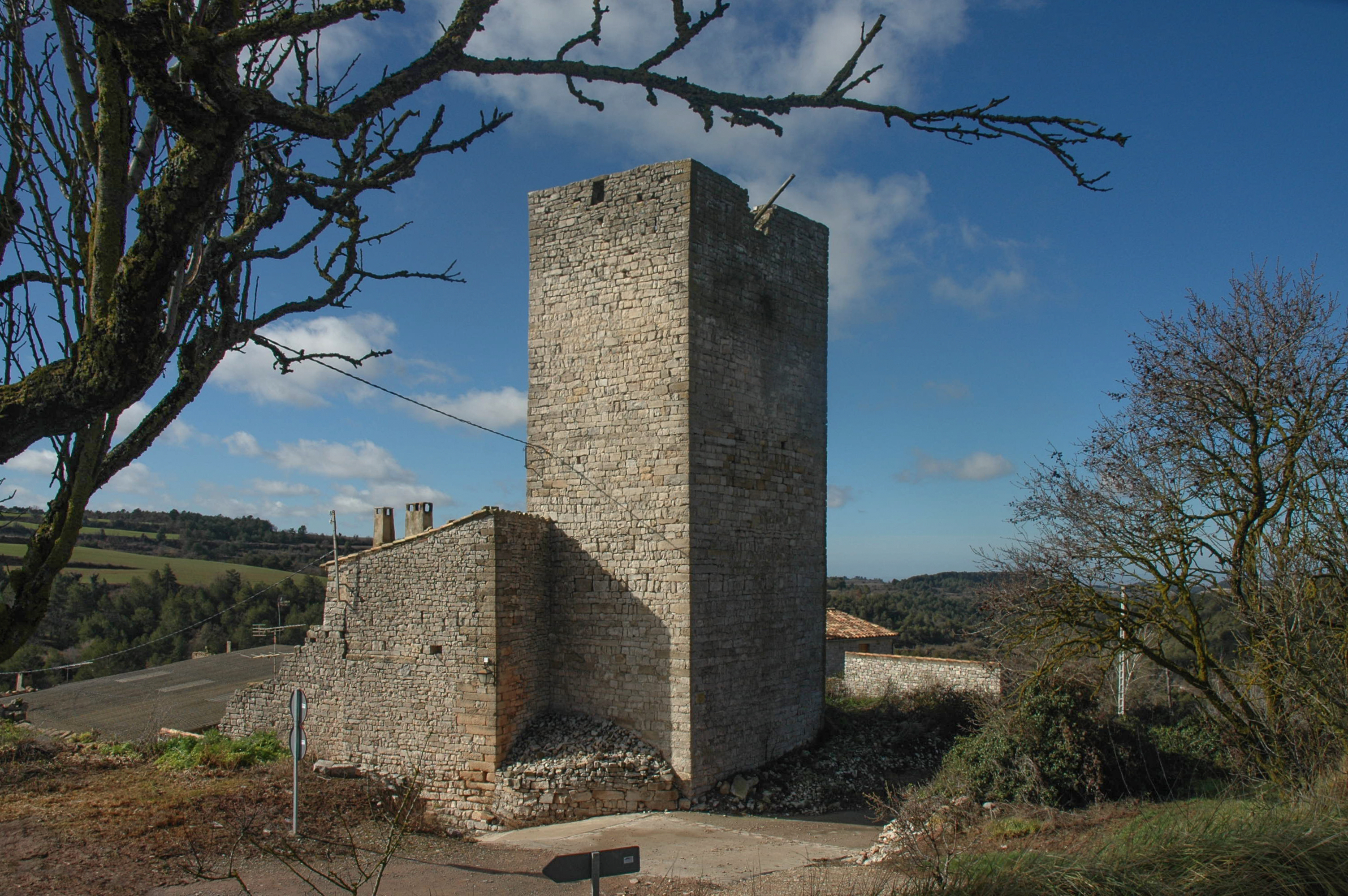
Burgruine von La Glorieta
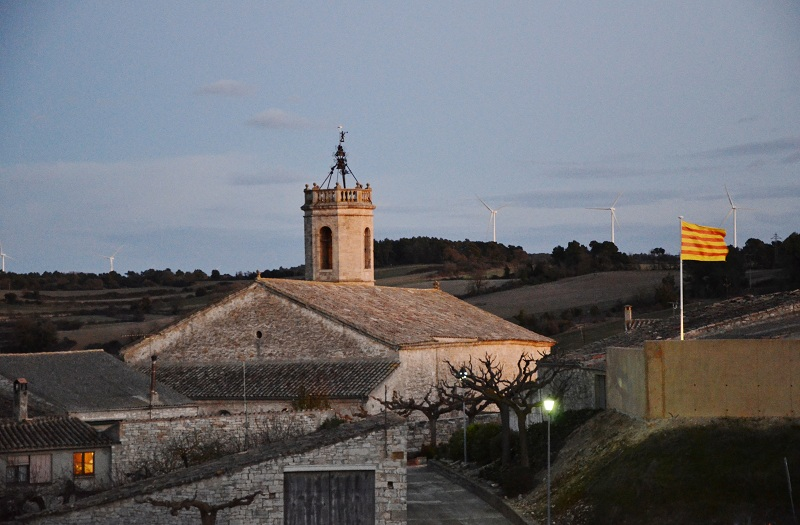
Jakobskirche
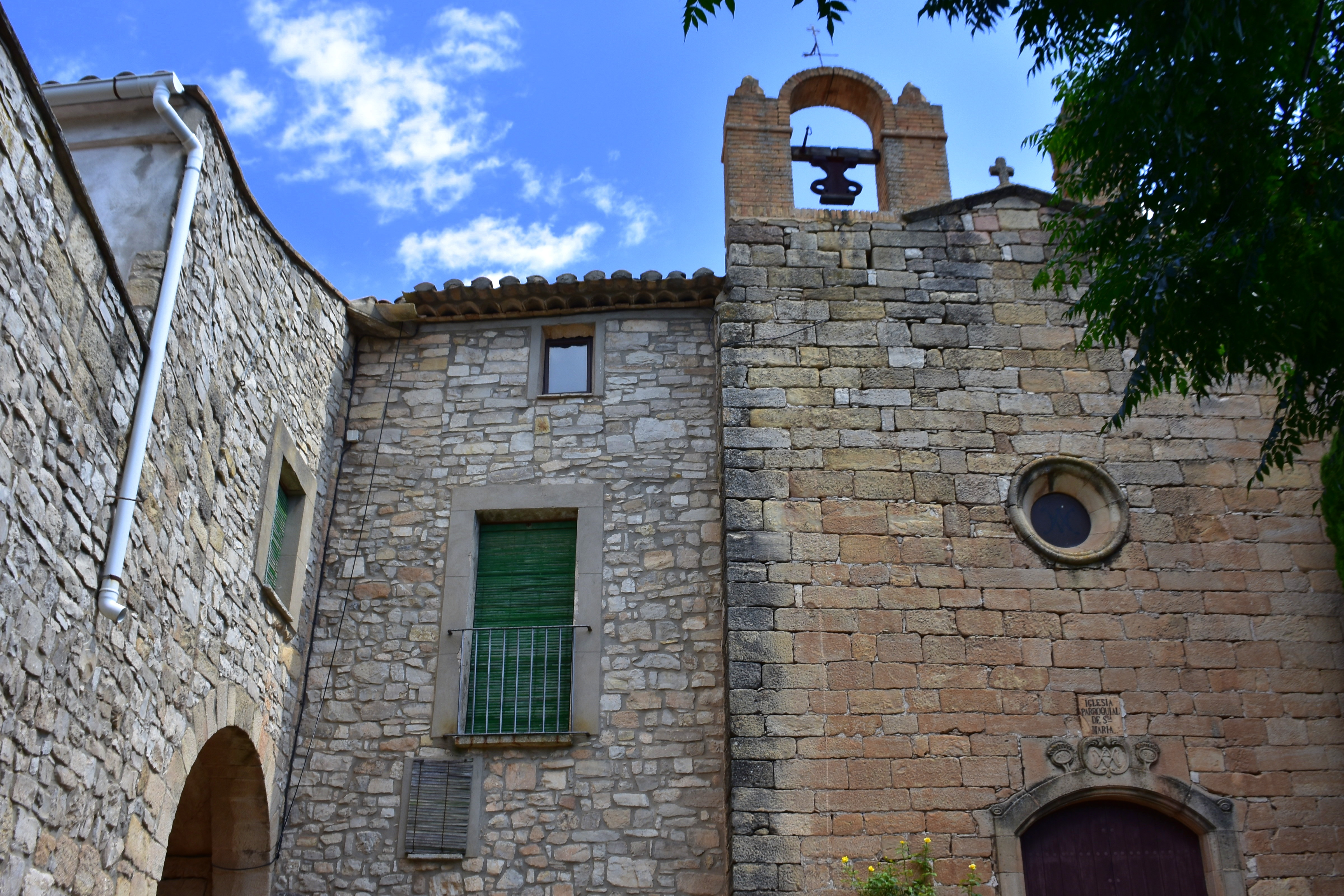
Kirche Mariä Himmelfahrt in La Glorieta
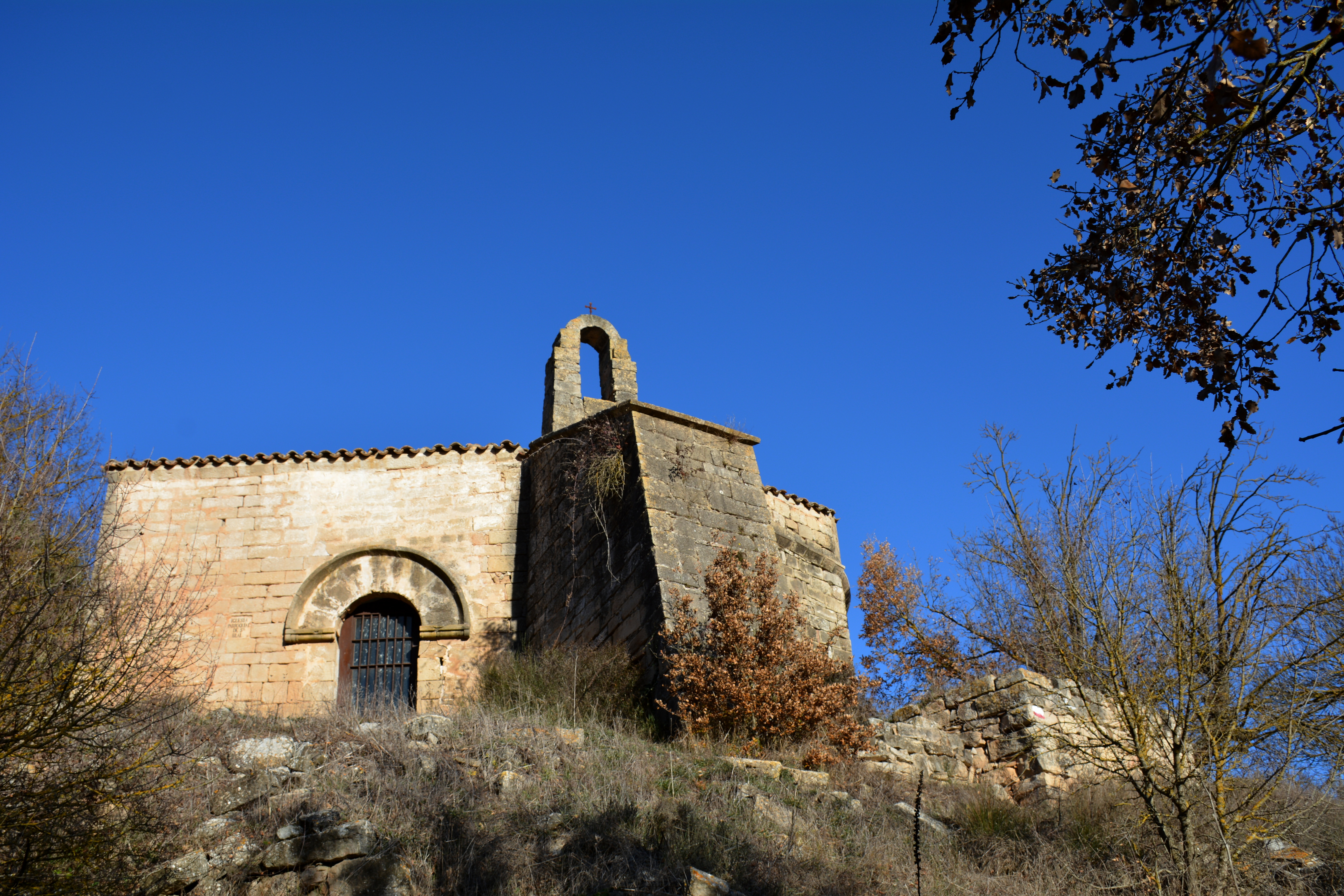
Blasiuskapelle
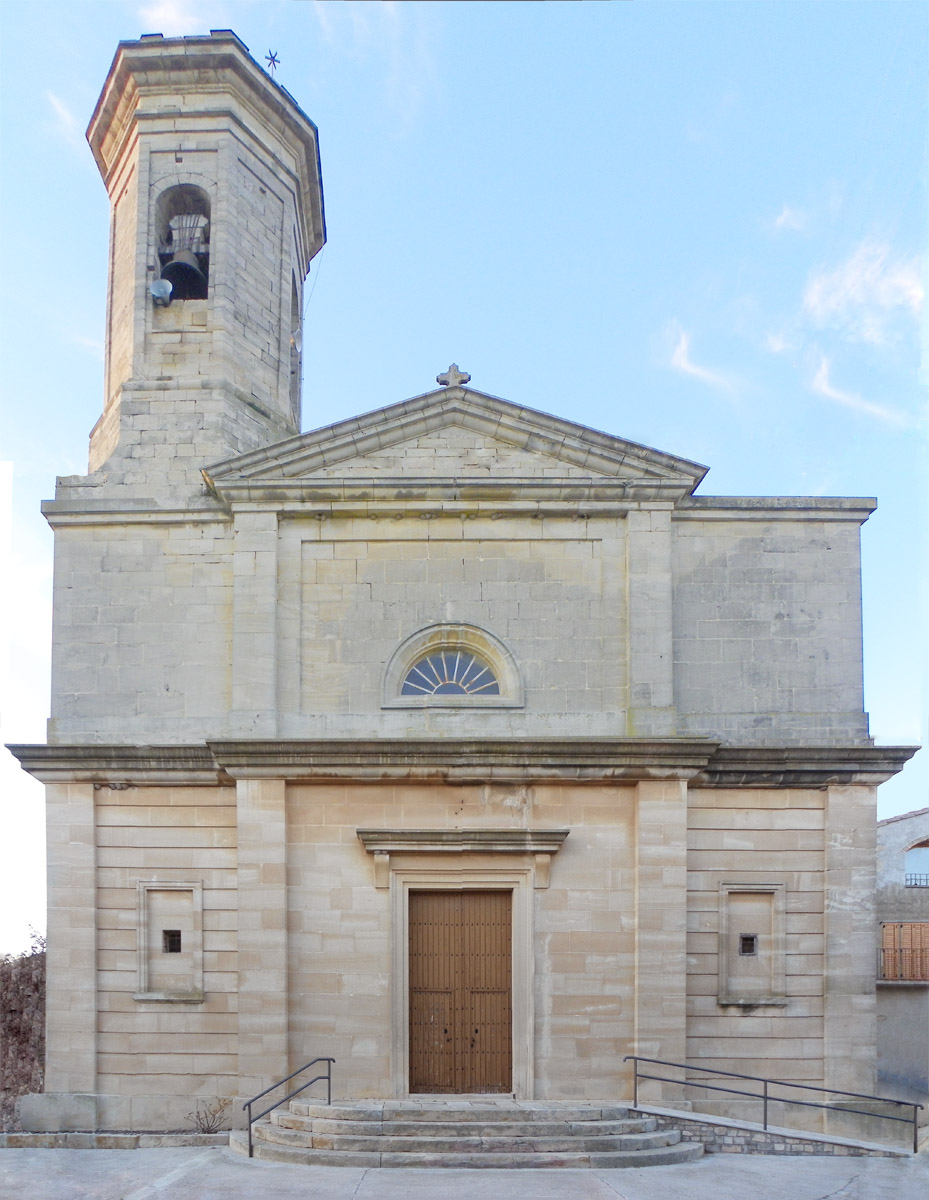
Peterskirche

- Jakobskirche in Passanant
- Blasiuskapelle in El Fonoll
- Peterskirche in Belltall

- Burgruine von Passanant
- Burg von La Pobla de Ferran
- Burgruine von La Sala
- Burgruine von La Glorieta
- Jakobskirche
- Kirche Mariä Himmelfahrt
- Blasiuskapelle
- Peterskirche